# Gefährliche Gangs
Gefährliche Gangs (OT: Gangland) ist eine Dokuserie des US-amerikanischen Fernsehsenders History Channel. Sie wurde erstmals am 1. November 2007 ausgestrahlt. Die erste Folge war ein Special über die US-amerikanische Gefängnisgang Aryan Brotherhood. Derzeit gibt es 87 Folgen in insgesamt sieben Staffeln.

## Handlung
Jede Folge behandelt eine andere US-amerikanische Gang, in manchen Folgen werden auch mehrere Gangs kompakt dargestellt. Die einzelnen Gangs werden mit Originalaufnahmen, aber auch mit nachgestellten Szenen von einem Sprecher vorgestellt. Dazu werden O-Töne, Interviews mit ehemaligen oder tatsächlichen Mitgliedern, sowie mit Vertretern der Strafermittlungsbehörden geführt.

## Übersicht
| Staffel | Staffel | Episoden         | Jahr der Ausstrahlung | Staffelpremiere    | Staffelende        |
| ------- | ------- | ---------------- | --------------------- | ------------------ | ------------------ |
|         | 1       | 13 + ein Special | 2007–2008             | 1. November 2007   | 31. Januar 2008    |
|         | 2       | 12               | 2008                  | 13. März 2008      | 12. Juni 2008      |
|         | 3       | 12               | 2008                  | 12. September 2008 | 4. Dezember 2008   |
|         | 4       | 12               | 2009                  | 5. Februar 2009    | 30. April 2009     |
|         | 5       | 12               | 2009                  | 28. Mai 2009       | 13. August 2009    |
|         | 6       | 13               | 2009–2010             | 5. November 2009   | 30. April 2010     |
|         | 7       | 13               | 2010                  | 7. Mai 2010        | 24. September 2010 |

### Staffel 1
| Ep # | Titel               | Gang                                                                      | Datum der Erstausstrahlung |
| ---- | ------------------- | ------------------------------------------------------------------------- | -------------------------- |
| 0    | Aryan Brotherhood   | Aryan Brotherhood                                                         | 1. November 2007           |
| 1    | American Gangster   | Frank Lucas und Nicky Barnes (The Council)                                | 1. November 2007           |
| 2    | You Rat, You Die    | Mara Salvatrucha                                                          | 8. November 2007           |
| 3    | Code of Conduct     | Mexican Mafia                                                             | 15. November 2007          |
| 4    | Behind Enemy Lines  | Hells Angels                                                              | 28. November 2007          |
| 5    | Race Wars           | Bloods, Crips, Sureños                                                    | 8. Dezember 2007           |
| 6    | Kings of New York   | Almighty Latin King and Queen Nation (People Nation) in New York City, NY | 13. Dezember 2007          |
| 7    | Stone to the Bone   | Almighty Black P. Stone Nation (People Nation) in Chicago, IL             | 20. Dezember 2007          |
| 8    | Hate Nation         | White Aryan Resistance, Hammerskins                                       | 27. Dezember 2007          |
| 9    | Gangster City       | Gangster Disciples (Folk Nation) von Chicago, IL                          | 3. Januar 2008             |
| 10   | Blood In, Blood Out | Nuestra Familia                                                           | 10. Januar 2008            |
| 11   | Basic Training      | Gangpräsenz im US-amerikanischen Militär                                  | 17. januar 2008            |
| 12   | Blood Oath          | United Blood Nation in New York City, NY                                  | 24. Januar 2008            |
| 13   | Root of All Evil    | Mara Salvatrucha in Los Angeles, CA                                       | 31. Januar 2008            |

### Staffel 2
| Ep #    | Titel                  | Gang                                                 | Datum der Erstausstrahlung |
| ------- | ---------------------- | ---------------------------------------------------- | -------------------------- |
| 14 (1)  | Maniacal               | Maniac Latin Disciples                               | 13. März 2008              |
| 15 (2)  | Deadly Triangle        | Joe Boys, Wah Ching, Wo Hop To, Hop Sing Boys        | 20. März 2008              |
| 16 (3)  | Biker Wars             | Outlaws MC                                           | 27. März 2008              |
| 17 (4)  | Texas Terror           | Texas Syndicate                                      | 3. April 2008              |
| 18 (5)  | Crip or Die            | Crips in Los Angeles                                 | 10. April 2008             |
| 19 (6)  | Lords of the Holy City | Almighty Vice Lord Nation (People Nation) in Chicago | 1. Mai 2008                |
| 20 (7)  | Murder by Numbers      | 18th Street Gang in Los Angeles                      | 8. Mai 2008                |
| 21 (8)  | Mongol Nation          | Mongols MC                                           | 15. Mai 2008               |
| 22 (9)  | Gangster, Inc.         | Gangster Disciples (Folk Nation) im Mittleren Westen | 22. Mai 2008               |
| 23 (10) | One Blood              | Bloods in Los Angeles                                | 29. Mai 2008               |
| 24 (11) | Sin City               | Bloods und Crips in Las Vegas                        | 5. Juni 2008               |
| 25 (12) | From Girl to Gangster  | Cripettes und Bloodettes                             | 12. Juni 2008              |

### Staffel 3
| Ep #    | Titel                     | Gang                                       | Datum der Erstausstrahlung |
| ------- | ------------------------- | ------------------------------------------ | -------------------------- |
| 26 (01) | Death in Dixie            | La Gran Familia                            | 12. September 2008         |
| 27 (02) | California Killing Fields | Tiny Rascal Gangsters, Asian Boyz          | 19. September 2008         |
| 28 (03) | The Devil’s Playground    | Satan's Disciples (Folk Nation) in Chicago | 26. September 2008         |
| 29 (04) | Blood in the Streets      | Los Solidos in Hartford                    | 3. Oktober 2008            |
| 30 (05) | From Heaven to Hell       | Crips in Salt Lake City                    | 10. Oktober 2008           |
| 31 (06) | Bandido Army              | Bandidos                                   | 17. Oktober 2008           |
| 32 (07) | Menace of Destruction     | Menace of Destruction, White Tigers        | 24. Oktober 2008           |
| 33 (08) | Rage Against Society      | Friends Stand United                       | 31. Oktober 2008           |
| 34 (09) | Paid in Blood             | Warlocks MC                                | 7. November 2008           |
| 35 (10) | Die, Snitch, Die          | Gotti Boyz in New Orleans                  | 21. November 2008          |
| 36 (11) | To Torture or to Kill?    | Los Zetas                                  | 28. November 2008          |
| 37 (12) | All Hell Breaks Loose     | Zoe Pound in Miami                         | 4. Dezember 2008           |

### Staffel 4
| Ep #    | Titel               | Gang                                                            | Datum der Erstausstrahlung |
| ------- | ------------------- | --------------------------------------------------------------- | -------------------------- |
| 38 (01) | Highway to Hell     | The Avenues in Los Angeles                                      | 5. Februar 2009            |
| 39 (02) | Devil’s Fire        | Pagan’s Motorcycle Club                                         | 12. Februar 2009           |
| 40 (03) | Divide and Conquer  | Almighty Latin King and Queen Nation (People Nation) in Chicago | 19. Februar 2009           |
| 41 (04) | Kill ’em All        | Best Friends in Detroit                                         | 2. März 2009               |
| 42 (05) | Kill or Be Killed   | Love Murdering Gangsters                                        | 12. März 2009              |
| 43 (06) | Boys of Destruction | Bloods und Crips in St. Louis                                   | 19. März 2009              |
| 44 (07) | Aryan Terror        | Aryan Brotherhood in Texas                                      | 26. März 2009              |
| 45 (08) | Silent Slaughter    | Sons of Silence                                                 | 2. April 2009              |
| 46 (09) | Killing Snitches    | Hidden Valley Kings in Charlotte                                | 9. April 2009              |
| 47 (10) | Everybody Killers   | Hoover Criminals in Portland                                    | 16. April 2009             |
| 48 (11) | Dead Man Inc.       | Dead Man Incorporated                                           | 23. April 2009             |
| 49 (12) | Biker Wars 2        | Hells Angels und Mongols MC                                     | 30. April 2009             |

### Staffel 5
| Ep #    | Titel             | Gang                                            | Datum der Erstausstrahlung |
| ------- | ----------------- | ----------------------------------------------- | -------------------------- |
| 50 (01) | Ice Cold Killers  | Crips in Anchorage, Alaska                      | 28. Mai 2009               |
| 51 (02) | Klan of Killers   | Imperial Klans of America                       | 4. Juni 2009               |
| 52 (03) | Machete Slaughter | Trinitario                                      | 11. Juni 2009              |
| 53 (04) | Blood River       | Barrio Azteca                                   | 18. Juni 2009              |
| 54 (05) | Hustle or Die     | Four Corner Hustlers (People Nation) in Chicago | 25. Juni 2009              |
| 55 (06) | Gangsta Killers   | Top 6 (Zoes) in West Palm Beach                 | 2. Juli 2009               |
| 56 (07) | The Death Head    | Hells Angels                                    | 9. Juli 2009               |
| 57 (08) | Circle of Death   | Aryan Circle                                    | 16. Juli 2009              |
| 58 (09) | Dog Fights        | Fresno Bulldogs                                 | 23. Juli 2009              |
| 59 (10) | Evil Breed        | The Breed Motorcycle Club                       | 30. Juli 2009              |
| 60 (11) | Hunt and Kill     | Brown Pride 218, Mara Salvatrucha, Sureños      | 6. August 2009             |
| 61 (12) | Deadly Blast      | Puro Tango Blast                                | 13. August 2009            |

### Staffel 6
| Ep #    | Titel              | Gang                                          | Datum der Erstausstrahlung |
| ------- | ------------------ | --------------------------------------------- | -------------------------- |
| 62 (01) | Snitch Slaughter   | Vagos Motorcycle Club                         | 5. November 2009           |
| 63 (02) | Trinity of Blood   | Tri-City Bombers, Texas Chicano Brotherhood   | 12. November 2009          |
| 64 (03) | Street Law         | Sureños in Atlanta                            | 3. Dezember 2009           |
| 65 (04) | Skinhead Assault   | Volksfront                                    | 10. Dezember 2009          |
| 66 (05) | Crazy Killers      | South Side Locos in Oklahoma City             | 17. Dezember 2009          |
| 67 (06) | Bloody South       | Gangster Killer Bloods in Columbia            | 15. Januar 2010            |
| 68 (07) | Devils Disciples   | Devils Diciples in Detroit                    | 22. Januar 2010            |
| 69 (08) | The Assassins      | Logan Heights in San Diego                    | 19. Februar 2010           |
| 70 (09) | Mile High Killers  | North Side Mafia in Denver                    | 5. März 2010               |
| 71 (10) | Beware The Goose!  | Galloping Goose MC                            | 7. April 2010              |
| 72 (11) | Sex, Money, Murder | Sex Money Murda in Trenton                    | 14. April 2010             |
| 73 (12) | Public Enemy #1    | Public Enemy No. 1                            | 21. April 2010             |
| 74 (13) | Hell House         | Sindicato Nuevo Mexico (New Mexico Syndicate) | 30. April 2010             |

### Staffel 7
| Ep #    | Titel                 | Gang                                 | Datum der Erstausstrahlung |
| ------- | --------------------- | ------------------------------------ | -------------------------- |
| 75 (1)  | Most Notorious        | Verschiedene                         | 7. Mai 2010                |
| 76 (2)  | Vendetta of Blood     | Lincoln Park Bloods                  | 14. Mai 2010               |
| 77 (3)  | A Killer’s Revenge    | Asian Boyz, Wah Ching                | 21. Mai 2010               |
| 78 (4)  | Wild Boyz             | Wild Boyz in Pine Ridge Reservation  | 4. Juni 2010               |
| 79 (5)  | Better Off Dead       | Ñetas                                | 18. Juni 2010              |
| 80 (6)  | Capitol Killers       | Mara Salvatrucha in Washington, D.C. | 25. Juni 2010              |
| 81 (7)  | Clash of the Crips    | Crips in New York City               | 9. Juli 2010               |
| 82 (8)  | Army of Hate          | Aryan Republican Army                | 6. August 2010             |
| 83 (9)  | The Filthy Few        | Hells Angels in Seattle              | 13. August 2010            |
| 84 (10) | Shoot to Kill         | Florencia 13 in Los Angeles          | 20. August 2010            |
| 85 (11) | Road Warriors         | Traveling Vice Lords (People Nation) | 27. August 2010            |
| 86 (12) | Valley of Death       | New Mexican Mafia in Phoenix         | 17. September 2010         |
| 87 (13) | Death Before Dishonor | Black Mafia Family in Atlanta        | 24. September 2010         |

## Deutschsprachige Ausstrahlung
Bisher wurden unter dem Titel Gefährliche Gangs nur einzelne Episoden im deutschsprachigen Fernsehen ausgestrahlt. Diese erschienen auf N24 und n-tv. Die einzelnen Folgen sind in der folgenden Übersicht nach dem Datum der Erstausstrahlung sortiert.
| Ep # | Titel                   | Originaltitel      | Datum und Sender der Ausstrahlung |
| ---- | ----------------------- | ------------------ | --------------------------------- |
| 4    | Hells Angels            | Behind Enemy Lines | 4. Januar 2011 (N24)              |
| 38   | Die Avenues von L.A.    | Highway to Hell    | 18. Januar 2011 (n-tv)            |
| 31   | Die Bandidos            | Bandido Army       | 24. Januar 2011 (n-tv)            |
| 8    | Skinheads USA           | Hate Nation        | 1. Februar 2011 (n-tv)            |
| 2    | Die MS-13               | You Rat, You Die   | 8. Februar 2011 (n-tv)            |
| 57   | Aryan Circle            | Circle of Death    | 28. Februar 2011 (N24)            |
| 85   | Bandenterror in Memphis | Road Warriors      | 1. Juli 2011                      |